# Onitis pumilio
Onitis pumilio là một loài bọ cánh cứng trong họ Bọ hung (Scarabaeidae).